# Nařízení Evropského parlamentu a rady (ES) č. 561/2006
Nařízení Evropského parlamentu a Rady (ES) č. 561/2006 vzniklo 15. března 2006 a významným způsobem upravuje povinnosti řidičů a dopravců v rámci Evropské unie. Účelem vzniku tohoto nařízení je zlepšení sociálních podmínek řidičů a vyrovnání konkurenčních podmínek jednotlivých dopravců. Nařízení vstoupilo v platnost 11. 04. 2007 a definuje hlavní pojmy z oblasti silniční dopravy na území EU, které jsou řidiči a dopravci nuceni respektovat v rámci bezpečnosti v silničním provozu. Nařízení se vztahuje na dopravu zboží a osob automobily a dalšími dopravními prostředky nad 3,5t po silnicích v rámci EU.
Nařízení stanovuje způsoby kontroly dodržování stanovených podmínek. Ke kontrole dodržování daných podmínek proto musí být veškeré automobily a autobusy vybaveny elektronickým záznamovým zařízením tzv. tachografem, který jednotlivé sledované pojmy zaznamenává a ukládá pro případné kontroly.

## Hlavní pojmy z obsahu nařízení důležité pro práci řidičů
Pro řidiče nákladních aut a autobusů nad 3,5t jsou stanovené tyto pojmy, které jsou nuceni během výkonu dodržovat:
Denní doba řízení – stanovuje maximální dobu řízení v jednom dni a činí 9 hodin. Dvakrát týdně si ji řidiči mohou prodloužit na 10 hodin.
Přestávky v řízení – je nutné provádět vždy nejpozději po 4,5 hodinách jízdy a mají délku 45 minut. Přestávku lze také čerpat rozděleně. Nejprve v délce 15 minut a poté během 4,5 hodinového úseku řízení ještě v délce 30 minut.
Denní doba odpočinku – je doba, která slouží k odpočinku řidiče a musí být čerpána každých 24 hodin. Trvá 11 hodin. Čerpání doby odpočinku si řidiči mohou rozdělit na dva úseky, kdy první musí být alespoň v délce 3 hodiny a druhý v délce 9 hodin.
Týdenní dobu odpočinku – nastupují řidiči vždy nejpozději po 6 dobách řízení provedených během 6 dnů. Tato doba trvá 45 hodin. Může být zkrácena na nejméně 24 hodin, ale nejpozději ve třetím týdnu od tohoto zkrácení nahrazena o počet hodin o který bylo toto zkrácení provedeno.
Týdenní doba řízení – se také sleduje a řidiči mohou během jednoho týdne od pondělní do nedělní půlnoci řídit nejvíce 56 hodin.
Celková doba řízení v období dvou po sobě jdoucích týdnů – je termín, který stanovuje max. počet hodin řízení ve dvou po sobě následujících týdnech a činí 90 hodin.